# Hermann Walenta
Hermann Walenta (* 23. Jänner 1923 in Drosendorf; † 24. Dezember 2018 in Riegersburg) war  ein Bildhauer, Grafiker und Maler aus Österreich. Er arbeitete in Natur- und Kunststein, Holz und Bronze.

## Leben

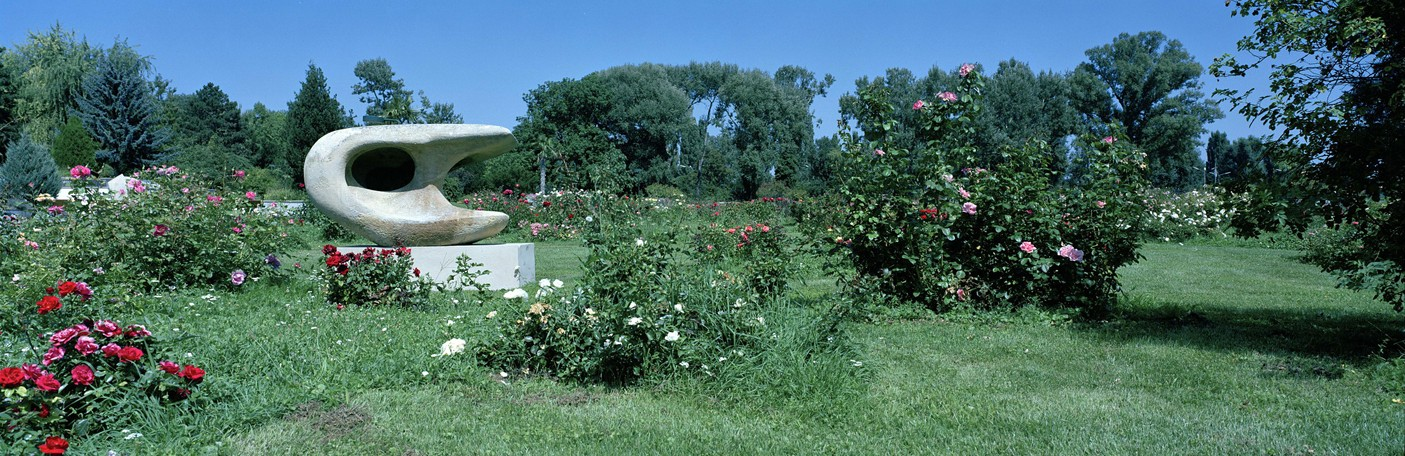
Hermann Walenta: Abstrakte Komposition, 1959

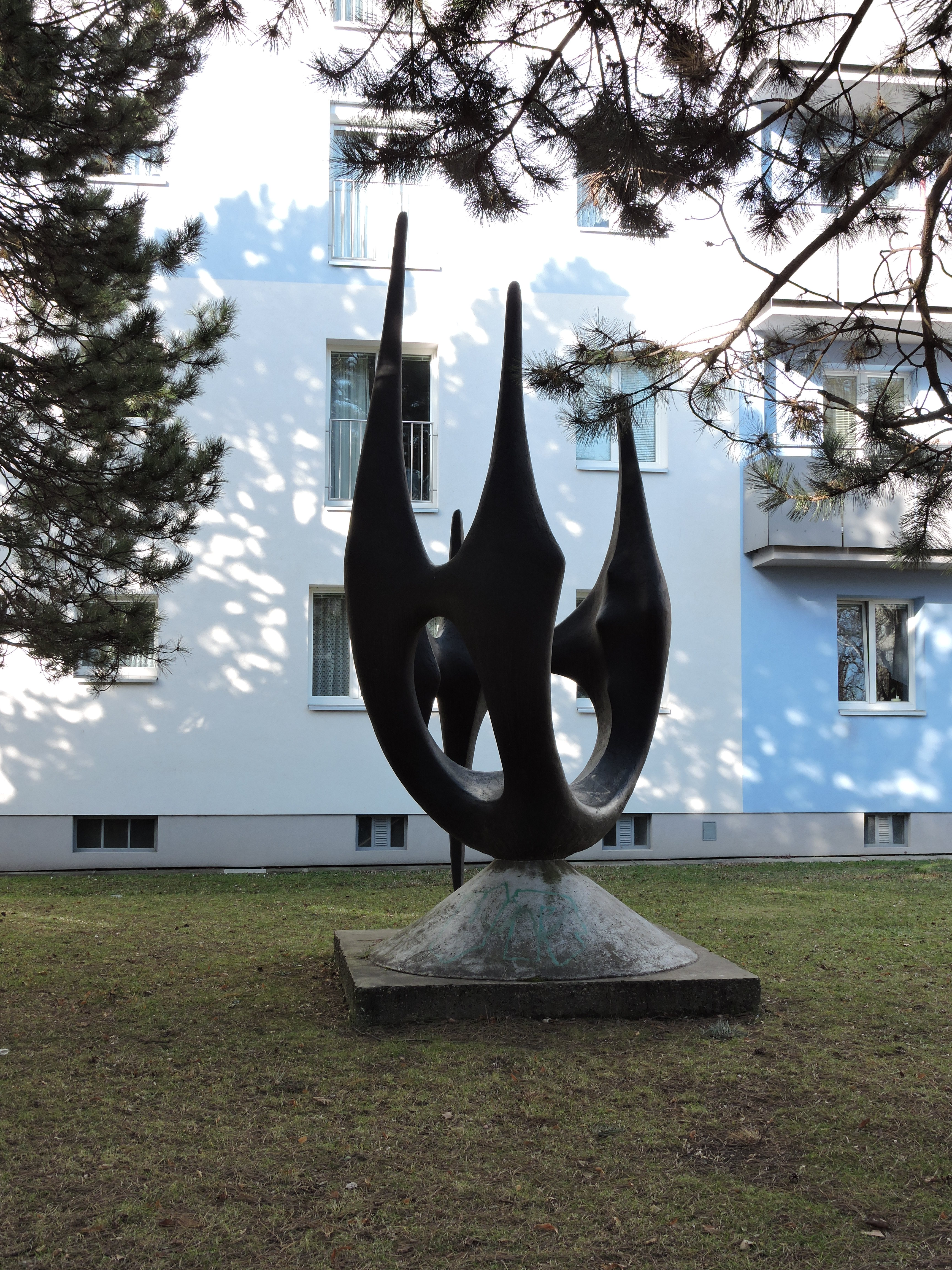
Plastik: Symbol der Familie – Floridsdorf/Jedlesee

Hermann Walenta studierte von 1940 bis 1941 und von 1945 bis 1948 an der Akademie der bildenden Künste Wien bei den Professoren Josef Müller und Fritz Wotruba. Nach seinem Studium arbeitete Hermann Walenta von 1948 an als freischaffender Künstler. Er lebte und arbeitete seit 1972 wieder in seinem Geburtsort Drosendorf.

## Ausstellungen
Er beteiligte sich an zahlreichen Ausstellungen im In- und Ausland, wie an der Biennale Venedig im Jahre 1951 mit grafischen und 1956 mit plastischen Arbeiten. Er nahm im Jahr 1957 an der Biennale Antwerpen und an der Biennale Tokio und Osaka teil. Im Jahre 1960 war er ein Teilnehmer am Bildhauersymposion St. Margarethen und an anderen Bildhauersymposien, wie im Jahre 1970 in Lindabrunn, 1970 in Bildhauersymposion Krastal in Kärnten, 1984 Burgas in Bulgarien, 1986 und 1987 Nagyatád in Ungarn und 1990 und 1991 Laas in Südtirol und an weiteren derartigen Veranstaltungen.

### Auszeichnungen
Seine Arbeiten wurden mehrfach ausgezeichnet, so beispielsweise im Jahre 1958 mit dem Förderungspreis der Stadt Wien, 1967 Förderungspreis und 1977 mit dem Kulturpreis des Landes Niederösterreich; 1980 mit der Goldmedaille und Titel dem Accademico d'Italia der Accademia delle Arti e del Lavoro.

### Ausstellungen
Seine erste Einzelausstellung fand im Jahre 1949 anlässlich der Internationalen Hochschulwochen in Alpbach statt, anschließend stellte er in zahlreichen Einzelausstellungen bis 1993 in Paris, Wien, München, Venedig, Salzburg, Paris und Palm Beach aus. Seine erste Beteiligung an Gruppenausstellungen fand 1952 auf der Biennale Venedig statt, weitere Gruppenausstellungen fanden in Tokyo, New York, Monte Carlo, Italien, Bulgarien, Ungarn und Südtirol statt.